# Trichogyne
Trichogyne es un género de plantas con flores perteneciente a la familia de las asteráceas. Comprende 17 especies descritas y de estas, solo 9  aceptadas. Es originario de Sudáfrica.

## Taxonomía
El género fue descrito por Christian Friedrich Lessing   y publicado en Linnaea  6: 231. 1831.

## Especies
A continuación se brinda un listado de las especies del género Trichogyne aceptadas hasta agosto de 2012, ordenadas alfabéticamente. Para cada una se indica el nombre binomial seguido del autor, abreviado según las convenciones y usos.
- Trichogyne ambigua (L.) Druce
- Trichogyne candida (Hilliard) Anderb.
- Trichogyne decumbens (Thunb.) Less.
- Trichogyne lerouxiae Beyers
- Trichogyne paronychioides DC.
- Trichogyne pilulifera (Schltr.) Anderb.
- Trichogyne polycnemoides (Fenzl) Anderb.
- Trichogyne repens (L.) Anderb.
- Trichogyne verticillata (L.f.) Less.